# Horntown (Virginia)
Horntown es un lugar designado por el censo situado en el condado de Accomack, Virginia  (Estados Unidos). Según el censo de 2010 tenía una población de 574 habitantes.

## Demografía
Según el censo de 2010, Horntown tenía una población en la que el 52,4% eran blancos; el 44,9% afroamericanos; el 0,3% eran indios americanos y nativos de Alaska; el 0,5% eran asiáticos; el 0,0% hawaianos y otros isleños del Pacífico; el 0,2% de otra raza, y el 1,6% a partir de dos o más razas. El 14,3% del total de la población eran hispanos o latinos de cualquier raza.